# Кривајевићи (Илијаш)
Кривајевићи су насељено мјесто у Босни и Херцеговини, у општини Илијаш, које административно припада Федерацији Босне и Херцеговине. Према попису становништва из 2013. године у насељу је живјело свега 36 становника.

## Географија
Налазе се на Нишићкој висоравни, на путу Сарајево – Олово. Удаљени су од Олова 7 км, од Илијаша 25 км, а од Башчаршије 26 км.

## Историја
Од 1992. па до раног прољећа 1996. године Кривајевићи су били у саставу Републике Српске. На простору Кривајевића се налазе средњовјековни споменици Стећци. Српски борци су бранили Кривајевиће све до Дејтонског споразума, када су Кривајевићи са Нишићком висоравни припали Федерацији БиХ.

## Становништво
| Националност       | 1991. | 1981. | 1971. | 1961. |
| Срби               | 177   | 183   | 230   | 223   |
| Муслимани          | 13    | 14    |       |       |
| Југословени        |       | 11    |       |       |
| Хрвати             |       |       | 1     |       |
| остали и непознато | 1     |       | 1     |       |
| Укупно             | 191   | 208   | 232   | 223   |

| Демографија | Демографија | Демографија |
| Година      | Становника  | Становника  |
| ----------- | ----------- | ----------- |
| 1961.       | 223         |             |
| 1971.       | 232         |             |
| 1981.       | 208         |             |
| 1991.       | 191         |             |
| 2013.       | 36          |             |

### Презимена
Српске породице које живе у Кривајевићима су:
- Михајловић
- Мотика
- Јањић

Кривајћанске породице славе следеће славе: Михајловићи и Јањићи 6. маја Светог великомученика Георгија – Ђурђевдан, Мотике 14. фебруара Тривундан.